# Oleh Beley
Oleh Beley (ukr. Олег Омелянович Белей – Ołeh Omelanowycz Bełej) – ukraiński językoznawca, prof. dr hab. nauk humanistycznych, profesor nadzwyczajny Instytutu Filologii Słowiańskiej Wydziału Filologicznego Uniwersytetu Wrocławskiego.

## Życiorys
14 lutego 2001 obronił pracę doktorską Współczesna ergonimia ukraińska (na materiale nazw własnych firm obwodu Zakarpackiego Ukrainy), 4 listopada 2008 habilitował się na podstawie pracy zatytułowanej Transformacja onomastykonu ukraińskiego okresu posttotalitarnego na tle ogólnosłowiańskim. Jest zatrudniony na stanowisku profesora nadzwyczajnego w Instytucie Filologii Słowiańskiej na Wydziale Filologicznym Uniwersytetu Wrocławskiego, a także pełni funkcję dyrektora Instytutu.